# آیتئو
آیتئو (انگلیسی: Aiteo) شرکت نفت و گاز نیجریه‌ای است، که در سال ۱۹۹۹ تأسیس شد.